# Покровская улица (Нежин)
Покровская улица (укр. Покровська вулиця) — улица города Нежина. Пролегает от площади Заньковецкой и улицы Успенская до улицы Набережная Воробьёвская.
Примыкают улицы Прямая, Горбовская, Васильевская, Энгельса, Весенняя, Николаевская.

## История
Со строительством в 1880—1890-е годы нескольких жилых доходных домов завершилось формирование ансамбля Базарной улицы (южной линии торгового майдана), что после строительства торговых лавок Николаевского собора завершило создание архитектурного ансамбля Соборной площади (площадь Заньковецкой) — уникального тем, что в линии застройки были органично представлены примеры застройки от середины 18 века до конца 19 века со своеобразным полуциркульным обрамлением куполами православных храмов на заднем плане.
В 1956 году Базарная улица переименована на улица Суворова — в честь русского полководца Александрп Васильевича Суворова. В 1967 году улица Суворова переименована на улица Подвойского — в честь русского революционера, советского партийного, военного и государственного деятеля Николая Ильича Подвойского.
На улице расположены Покровская церковь (дом № 23), построенная в 1765 году, бывший Нежинский острог (дом № 18) — теперь скорая медицинская помощь, бывшая гостиница (дом № 5) — теперь детсад «Зернятко».
В 2016 году улица получила современное название — в честь Покровской церкви, которая расположена на улице.

## Застройка
Улица пролегает в северо-восточном направлении — к реке Остёр. Парная и непарная стороны улицы заняты усадебной, малоэтажной (2-этажные дома) и многоэтажной (5-этажные дома) жилой застройкой. Первые этажи домов первой линии улицы заняты учреждениями и магазинами.
Учреждения:
1. дом № 1/2 — поликлинической отделение
2. дом № 8 — центр предоставления административных услуг
3. дом № 9 — отдел культуры Нежинской райадминистрации; офисы
4. дома № 18, 18Б — станция скорой помощи; наркодиспансер
5. дом № 20А — Богоявленская церковь
6. дом № 23 — Покровская церковь

Памятники архитектуры и/или истории:
1. дом № 1/2 — Дом еврейской гостиницы — архитектуры местного значения
2. дом № 3 — Гостиница — архитектуры вновь выявленный
3. дом № 7 — Гостиница — архитектуры вновь выявленный
4. дом № 9 — Дом еврейской гостиницы — архитектуры местного значения
5. дом № 15 — Доходный дом Кардебаштова — архитектуры вновь выявленный
6. дом № 17 — Доходный дом Кардебаштова — архитектуры вновь выявленный
7. возле дома № 18 — Памятный знак в честь жертв Голодомора и политических репрессий 1931—1933 и 1937—1938 годы — истории вновь выявленный
8. дома № 18, 18Б — Комплекс сооружений тюремного замка (Нежинский острог): Тюремный замок и Флигель Тюремного замка (острог) — архитектуры местного значения, истории местного значения
9. дом № 20А — Богоявленская церковь — архитектуры и истории местного значения
10. дом № 23 — Покровская церковь — архитектуры национального значения
11. дом № 23Д — Николаевская церковь — архитектуры национального значения